# Laminacauda orina
Laminacauda orina är en spindelart som först beskrevs av Chamberlin 1916.  Laminacauda orina ingår i släktet Laminacauda och familjen täckvävarspindlar.
Artens utbredningsområde är Peru. Inga underarter finns listade i Catalogue of Life.